# Золотисто-чёрная саламандра
Золотисто-чёрная саламандра (лат. Plethodon welleri) — вид хвостатых амфибий рода Лесные саламандры (Plethodon) семейства Безлёгочные саламандры (Plethodontidae). Видовое название дано в честь герпетолога Worth Hamilton Weller, впервые обнаружившего вид.
Вид является эндемиком США. Распространён в горах Грандфазер на востоке страны в штате Северная Каролина, где встречается в умеренных лесах и среди скал.